# Bittenau
Bittenau ist ein Weiler, der zur Gemeinde Unteregg im Landkreis Unterallgäu gehört. Mit circa 25 Einwohnern ist Bittenau etwa so groß wie der Nachbarort Eßmühle. 

## Lage
Bittenau liegt einen Kilometer südwestlich von Unteregg und südlich von Eßmühle.

## Sehenswürdigkeiten
Einziges in der amtlichen Denkmalliste eingetragenes Objekt ist die Kapelle St. Ottilie, ein kleiner Bau des 18. Jahrhunderts.
In Bittenau gibt es eine Grotte. Hier entspringt der Eßmühler Bach.